# Carmenta theobromae
Carmenta theobromae is een vlinder uit de familie wespvlinders (Sesiidae), onderfamilie Sesiinae.
Carmenta theobromae is voor het eerst wetenschappelijk beschreven door Busck in 1910. De soort komt voor in het Neotropisch gebied.